# عبدالکبیر الوادی
عبدالکبیر الوادی (عربی: عبد الكبير الوادي؛ زادهٔ ۲۰ فوریهٔ ۱۹۹۳) بازیکن فوتبال اهل مراکش است.
از باشگاه‌هایی که در آن بازی کرده‌است می‌توان به باشگاه فوتبال الرجا اشاره کرد.
وی همچنین در تیم‌های ملی فوتبال زیر ۲۰ سال مراکش، زیر ۲۳ سال مراکش بازی کرده‌است.